# Romano Mussolini
Romano Mussolini, italijanski jazz pianist, skladatelj, slikar, filmski producent in pisatelj, * 26. september 1927, Carpena, Forlì, † 3. februar 2006, Rim.
Romano Mussolini je bil tretji in najmlajši sin Benita Mussolinija. Nikdar se ni ukvarjal s politiko; nekaj časa je nastopal tudi pod drugim imenom zaradi povojnega razpoloženja v Italiji.
Prvič se je poročil s Anno Mario Scicolone, sestro Sophie Loren, s katero sta imela dve hčerki Elisabetto in Alessandro. Z drugo ženo, igralko Carlo Puccini, sta imela tretjo hčerko Rachele, poimenovano po njegovi mati (Rachele Mussolini).
Leta 2004 je izdal knjigo Duče, moj oče (Il Duce, mio padre), naslednje leto pa še podobno knjigo, ki je bila zbirka zasebnih pogovorov z očetom.

## Diskografija
- 1996 Soft & Swing
- 2001 The Wonderful World of Louis
- 2002 Timeless Blues
- 2002 Music Blues
- 2003 Jazz Album
- 2003 Napule 'nu quarto 'e luna
- 2004 Alibi perfetto [Soundtrack]
- 2005 Mirage